# Diócesis de Tilarán-Liberia
La diócesis de Tilarán-Liberia (en latín: Dioecesis Tilaranensis-Liberiana) es una circunscripción eclesiástica de la Iglesia católica en Costa Rica. Se trata de una diócesis latina, sufragánea de la arquidiócesis de San José. Desde el 6 de febrero de 2016 su obispo es Manuel Eugenio Salazar Mora.

## Territorio y organización

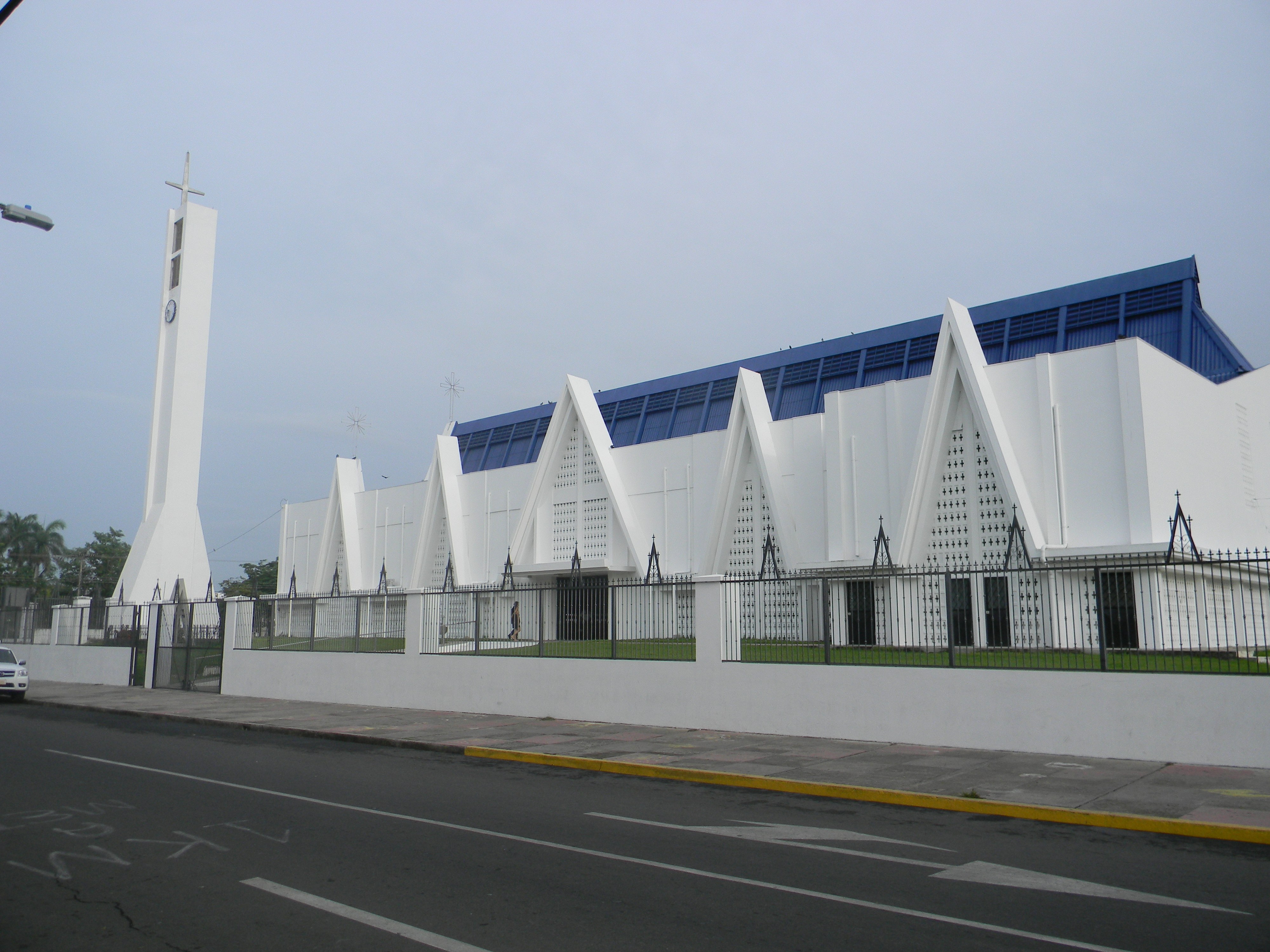
Concatedral de la Inmaculada Concepción, en Liberia

La diócesis tiene 11 720 km² y extiende su jurisdicción sobre los fieles católicos de rito latino residentes en la provincia de Guanacaste y en el cantón de Upala en la provincia de Alajuela.
La sede de la diócesis se encuentra en la ciudad de Tilarán, en donde se halla la Catedral de San Antonio. En Liberia se encuentra la Concatedral de la Inmaculada Concepción. Uno de los emblemas más importantes después de la catedral, es la capilla santuario de la Divina Misericordia.
En 2022 en la diócesis existían 36 parroquias agrupadas en 4 vicarías foráneas:
Vicaría de Tilarán
- San Antonio de Padua, Tilarán centro
- Nuestra Señora de la Inmaculada Concepción, Nuevo Arenal, Tilarán
- Patriarca San José, Cañas centro
- Nuestra Señora del Carmen, Barrio La Unión, Cañas
- Nuestra Señora de Fátima, Barrio Las Palmas, Cañas
- San Gerardo María Mayela, Bebedero, Cañas
- San Jorge, Las Juntas de Abangares
- Nuestra Señora de la Inmaculada Concepción, Colorado, Abangares
- San Juan de Dios, Upala centro
- Virgen de los Ángeles, Bijagua, Upala
- Patriarca San José, San José, Upala

Vicaría de Liberia
- Nuestra Señora de la Inmaculada Concepción, Liberia centro
- San José Obrero, Barrio El Invu, Liberia
- Nuestra Señora de Fátima, El Capulín, Liberia
- San Juan Pablo II, Barrio Corazón de Jesús, Liberia
- La Santa Cruz, La Cruz centro
- San Caralampio, Bagaces centro
- Santo Cristo de Esquipulas, La Fortuna, Bagaces
- San Jerónimo, Sardinal, Carrillo
- San Antonio de Padua, Playa Hermosa, Carrillo

Vicaría de Santa Cruz
- Santuario Nacional Santo Cristo de Esquipulas, Santa Cruz
- Nuestra Señora de Lourdes, 27 de Abril, Santa Cruz
- San Juan Bautista, Belén, Carrillo
- Nuestra Señora de los Ángeles, Cartagena, Santa Cruz
- Santa Bárbara, Santa Bárbara, Santa Cruz
- Santiago Apóstol, Filadelfia, Carrillo centro

Vicaría de Nicoya
- Iglesia de San Blas de Nicoya, Nicoya centro
- Nuestra Señora del Carmen, Caimital, Nicoya
- San Isidro Labrador, Nandayure centro
- Patriarca San José, Hojancha centro
- Sagrado Corazón de Jesús, La Mansión, Nicoya
- Nuestra Señora de la Inmaculada Concepción, Nosara, Nicoya
- Nuestra Señora del Perpetuo Socorro, Corralillo, Nicoya
- San Martín, Barrio San Martín, Nicoya
- San Francisco, San Francisco de Coyote, Nandayure

## Historia
La diócesis de Tilarán fue erigida el 22 de julio de 1961 con la bula Qui aeque del papa Juan XXIII, derivando el territorio de la diócesis de Alajuela. El nombre latino original de la diócesis, Pluviensis, deriva del significado del nombre de la ciudad de Tilarán: lugar donde llueve mucho.
El 25 de julio de 1995 cedió una parte de su territorio para la erección de la diócesis de Ciudad Quesada mediante la bula Maiori Christifidelium Bono del papa Juan Pablo II.
El 17 de abril de 1998 cedió otra parte de su territorio para la erección de la diócesis de Puntarenas mediante la bula Sacrorum Antistites del papa Juan Pablo II.
El 12 de junio de 2010 se inauguró la nueva curia diocesana en la ciudad de Liberia.
El 18 de diciembre de 2010 la diócesis asumió su nombre actual.
El 18 de diciembre de 2010 la diócesis cambia su nombre a diócesis de Tilarán-Liberia.

## Estadísticas
Según el Anuario Pontificio 2023 la diócesis tenía a fines de 2022 un total de 387 830 fieles bautizados.
| Año                                                                             | Población            | Población | Población      | Sacerdotes | Sacerdotes    | Sacerdotes    | Bautizados por sacerdote | Diáconos permanentes | Religiosos | Religiosos | Parroquias |
| Año                                                                             | Bautizados católicos | Total     | % de católicos | Total      | Clero secular | Clero regular | Bautizados por sacerdote | Diáconos permanentes | Varones    | Mujeres    | Parroquias |
| ------------------------------------------------------------------------------- | -------------------- | --------- | -------------- | ---------- | ------------- | ------------- | ------------------------ | -------------------- | ---------- | ---------- | ---------- |
| 1966                                                                            | 247 139              | 251 154   | 98.4           | 30         | 25            | 5             | 8237                     |                      |            | 50         | 15         |
| 1970                                                                            | 288 000              | 300 000   | 96.0           | 37         | 32            | 5             | 7783                     |                      | 5          | 53         | 17         |
| 1976                                                                            | 301 000              | 318 626   | 94.5           | 42         | 36            | 6             | 7166                     |                      | 6          | 47         | 18         |
| 1980                                                                            | 333 300              | 352 383   | 94.6           | 23         | 18            | 5             | 14 491                   |                      | 5          | 45         | 18         |
| 1990                                                                            | 319 000              | 328 000   | 97.3           | 49         | 36            | 13            | 6510                     |                      | 13         | 59         | 28         |
| 1999                                                                            | 321 250              | 329 250   | 97.6           | 44         | 44            |               | 7301                     |                      |            | 44         | 21         |
| 2000                                                                            | 337 000              | 345 000   | 97.7           | 58         | 57            | 1             | 5810                     |                      | 1          | 43         | 21         |
| 2001                                                                            | 338 000              | 347 000   | 97.4           | 57         | 56            | 1             | 5929                     |                      | 1          | 43         | 21         |
| 2002                                                                            | 339 500              | 350 000   | 97.0           | 56         | 54            | 2             | 6062                     |                      | 2          | 45         | 24         |
| 2003                                                                            | 314 500              | 370 000   | 85.0           | 50         | 47            | 3             | 6290                     |                      | 3          | 44         | 24         |
| 2004                                                                            | 318 750              | 375 000   | 85.0           | 44         | 41            | 3             | 7244                     | 1                    | 3          | 62         | 25         |
| 2010                                                                            | 366 000              | 430 000   | 85.1           | 56         | 46            | 10            | 6535                     | 4                    | 14         | 92         | 34         |
| 2014                                                                            | 384 000              | 453 000   | 84.8           | 62         | 52            | 10            | 6193                     | 10                   | 15         | 72         | 36         |
| 2017                                                                            | 398 800              | 486 200   | 82.0           | 59         | 48            | 11            | 6759                     | 6                    | 15         | 60         | 32         |
| 2020                                                                            | 384 223              | 491 015   | 78.3           | 60         | 60            |               | 6403                     | 10                   |            | 68         | 36         |
| 2022                                                                            | 387 830              | 500 122   | 77.5           | 48         | 44            | 4             | 8079                     | 22                   | 4          | 14         | 36         |
| Fuente: Catholic-Hierarchy, que a su vez toma los datos del Anuario Pontificio. |                      |           |                |            |               |               |                          |                      |            |            |            |

## Episcopologio
- Román Arrieta Villalobos † (12 de agosto de 1961-2 de julio de 1979 nombrado arzobispo de San José de Costa Rica)
- Héctor Morera Vega † (4 de diciembre de 1979-13 de julio de 2002 retirado)
- Vittorino Girardi, M.C.C.I. (13 de julio de 2002-6 de febrero de 2016 retirado)
- Manuel Eugenio Salazar Mora, desde el 6 de febrero de 2016

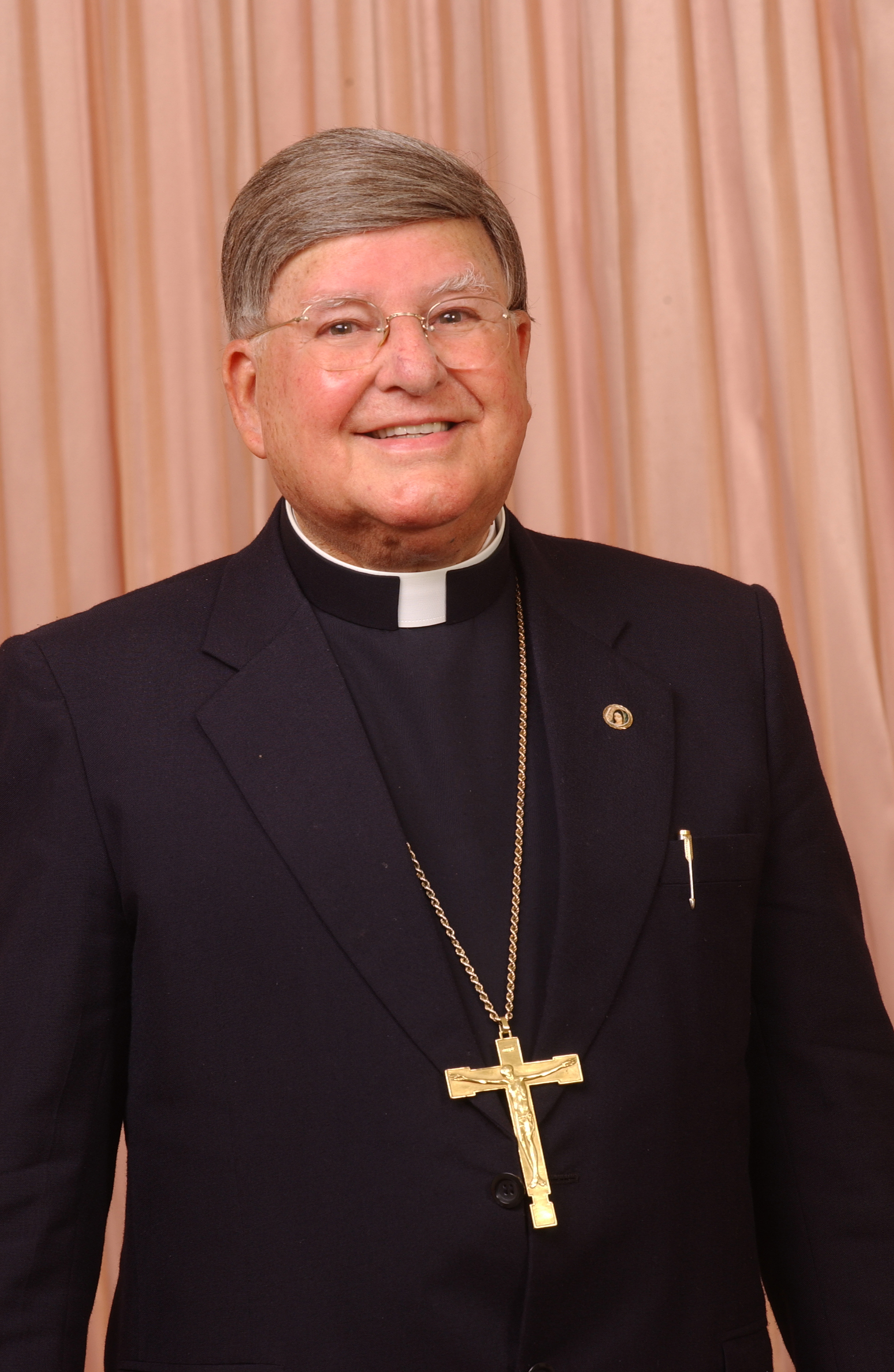
Obispo Román Arrieta Villalobos
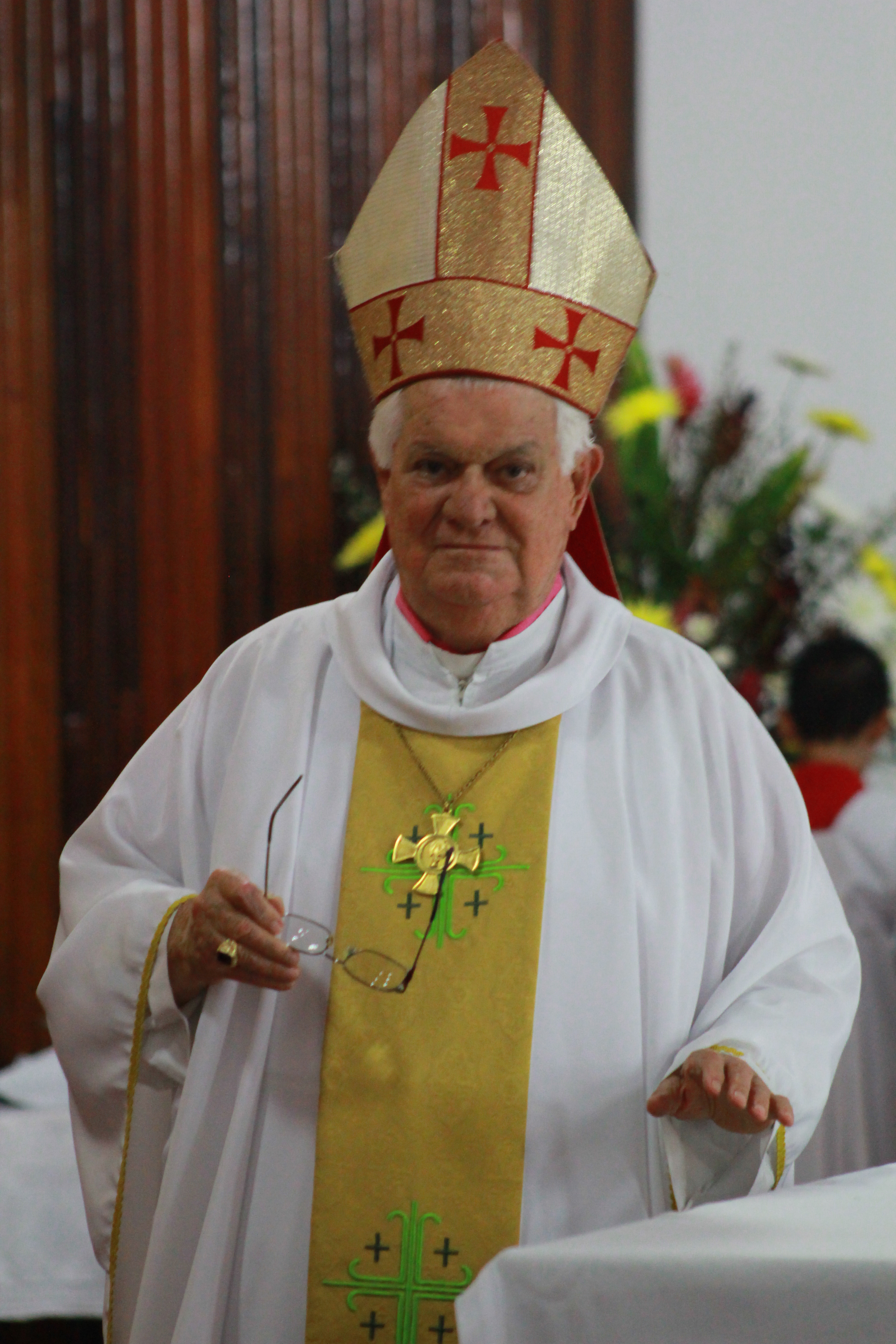
Obispo Héctor Morera Vega
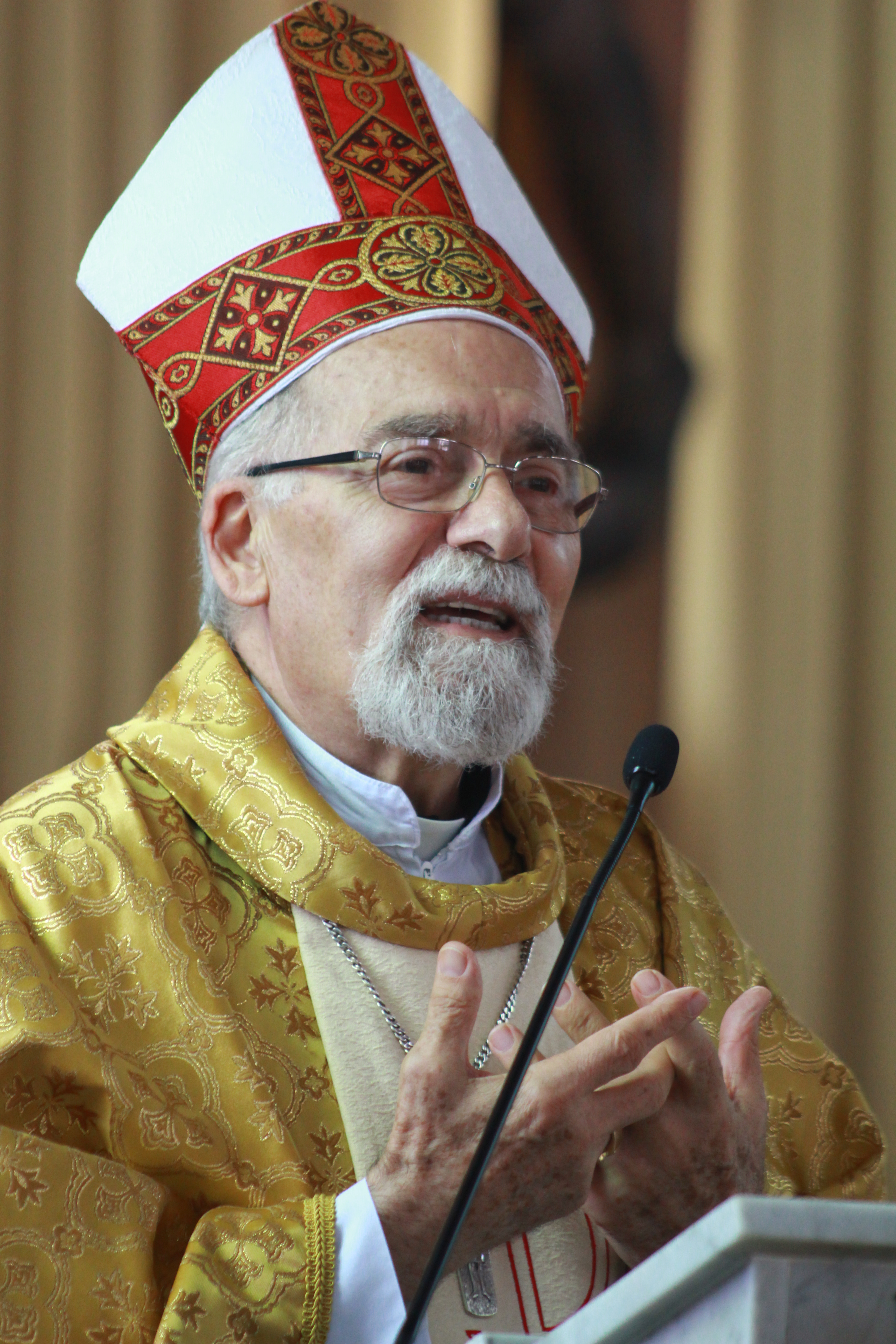
Obispo Vittorino Girardi
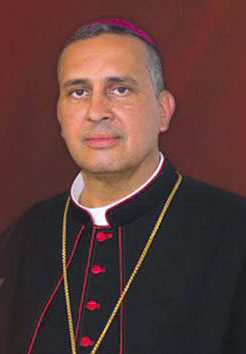
Obispo Manuel Eugenio Salazar Mora